# Mike Costin

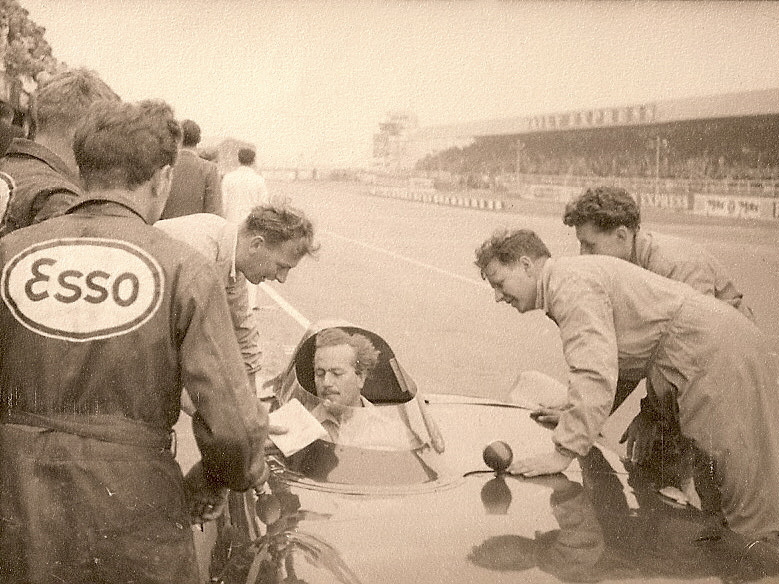
Mike Costin (rechts vorne) am Wagen von Colin Chapman

Michael „Mike“ Charles Costin (* 1929 in London) ist ein ehemaliger britischer Motorenbauer und Autorennfahrer.

## Karriere
Er besuchte das Salvatorian College in Wealdstone (im London Borough of Harrow). 1950 wurde er Flugzeug-Ingenieur bei de Havilland Aircraft Company. Drei Jahre später arbeitete er dort tagsüber als Konstruktionszeichner und nachts als Entwickler für Lotus Engineering. 1956 wurde er bei Lotus Technischer Direktor. Ab dem folgenden Jahr arbeitete dort auch Keith Duckworth, mit der er 1958 in Shaftesbury Mews London W8 Cosworth gründete. Er arbeitete wieder tags bei Lotus und nachts bei Cosworth. Im nächsten Jahr zogen sie nach 43 Friern Barnet Road, Friern Barnet, London, und begannen ihr erstes Projekt MK 1, einen modifizierten Kent-Motor aus dem Ford Anglia.
Mike Costin ist der jüngere Bruder von Frank Costin, bekannter Aerodynamiker und Rennwagen-Konstrukteur für Lotus, Lister, Maserati, Marcos.

## Statistik

### Einzelergebnisse in der Sportwagen-Weltmeisterschaft
| Saison | Team                       | Rennwagen   | 1   | 2   | 3   | 4   | 5   | 6   | 7   | 8   | 9   | 10  | 11  | 12  | 13  | 14  |
| ------ | -------------------------- | ----------- | --- | --- | --- | --- | --- | --- | --- | --- | --- | --- | --- | --- | --- | --- |
| 1954   | Lotus                      | Lotus Mk4   | BUA | SEB | MIM | LEM | RTT | CAP |     |     |     |     |     |     |     |     |
| 1954   | Lotus                      | Lotus Mk4   |     | DNF |     |     |     |     |     |     |     |     |     |     |     |     |
| 1967   | Midland Racing Partnership | Porsche 906 | DAY | SEB | MON | SPA | TAR | NÜR | LEM | HOK | MUG | BRH | CCE | ZEL | OVI | NÜR |
| 1967   | Midland Racing Partnership | Porsche 906 |     |     |     |     |     |     | 17  |     |     |     |     |     |     |     |